# Canard de Pékin (type américain)
Pour les articles homonymes, voir Canard de Pékin.
Le canard de Pékin américain, plus communément appelé Pékin américain, est une race de canard domestique.

Il ne doit pas être confondu avec le pékin allemand au port vertical.

## Origine
Originaire de Chine, il a été introduit en 1873 aux États-Unis et également en Angleterre où il est amélioré avec le canard d'Aylesbury principalement pour sa viande et ses œufs. Lorsqu'elle est élevée dans de bonnes conditions, la femelle pond un œuf tous les jours durant une période de ponte qui peut s'échelonner de quelques semaines à quelques mois (jusqu'à 6 mois consécutifs).

## Description
Sa couleur est identique chez le mâle et la femelle. Il est blanc avec un bec jaune. La différence entre le mâle et la femelle sont les plumes de la queue. Chez la femelle, les plumes de la queue sont bien droites jusqu'à la fin, tandis que pour le mâle, quelques plumes de la queue se retroussent vers le haut. Le mâle est aussi un peu plus gros. Ses ailes ne lui servent qu'à planer car il est trop lourd pour voler.

## Élevage
Ce canard est facile à élever car il est robuste et sociable. 